# Diego Silveti
Diego Silveti Del Bosque (Irapuato, Guanajuato el 24 de septiembre de 1985) es un torero mexicano que debutó el 26 de agosto de 2009 en España en la localidad de Casavieja (Ávila). Hijo del torero David Silveti, nieto del torero Juan Silveti Reynoso, conocido como Juan sin Miedo y bisnieto de Juan Silveti Mañón, torero conocido el Tigre de Guanajuato, cuatro generaciones de toreros, familia que ha destacado en la tauromaquia mexicana desde 1914 cuando su bisabuelo hizo su debut en la plaza El Toreo.[cita requerida]

## Vida taurina
Tras varios meses de entrenamiento en el campo español, Silveti hizo su debut con picadores el 26 de agosto de 2009 en Casavieja (Ávila). En su debut fue cornado en la pierna derecha, una cornada de dos trayectorias. Meses después y tras recuperarse se presentó en la Monumental Plaza México.
El 12 de agosto en Gijón tomó la alternativa con José Tomás como padrino y Alejandro Talavante como testigo, con el toro "Lisonjero" berrendo en cárdeno de 465 kg, de Salvador Domecq.
La confirmación de la alternativa fue el 24 de mayo de 2012, con Sebastián Castella como padrino y Daniel Luque de testigo, la ganadería fue de Nuñez de Cuvillo.
Silveti se ha caracterizado por un estilo lento y con temple.